# Apanteles vivax
Apanteles vivax är en stekelart som beskrevs av De Saeger 1944. Apanteles vivax ingår i släktet Apanteles och familjen bracksteklar. Inga underarter finns listade i Catalogue of Life.